# Melodica

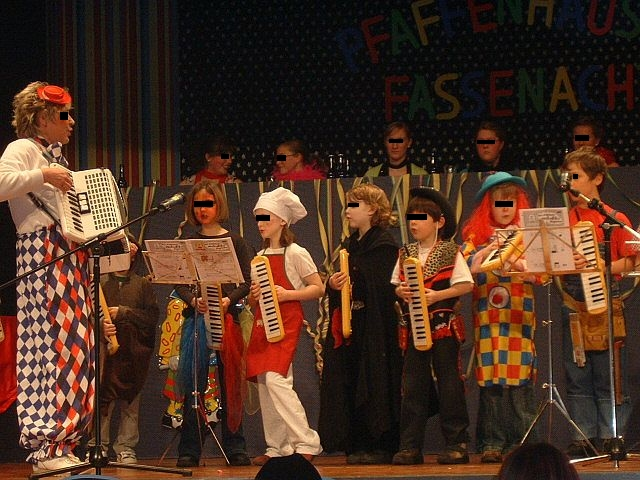
Bambini in concerto

La melodica è uno strumento musicale simile all'accordeon e all'armonica: si tratta di un aerofono ad ance dotato di tastiera. Viene suonato soffiando aria attraverso un bocchino che si inserisce in un foro sul lato dello strumento. La tastiera di solito copre due o tre ottave. Le melodiche sono piccole, leggere e portatili e molte sono progettate per essere suonate dai bambini. Sono popolari nei programmi di educazione musicale, soprattutto in Asia. La forma moderna dello strumento è stata inventata da Hohner alla fine degli anni '50, sebbene strumenti simili siano noti sin dal XIX secolo, .

## Denominazione
Le prime melodiche prodotte dalla Hohner nel 1958, erano dotate di pulsanti bianchi e neri posti in due file e corrispondenti ai tasti del pianoforte. La casa tedesca deteneva anche i diritti sul nome dello strumento. In seguito, il modello con tastiera si impose, allorché nel 1959, la casa francese Borel brevettò la clavietta. Imitato o ripreso da moltissimi produttori, lo strumento ebbe un nome diverso per ogni marchio:
- Melodica (Hohner);
- Clavietta (Borel, Francia);
- Pianica (Yamaha, Giappone);
- Melodion (Suzuki, Giappone);
- Diamonica (Bontempi, Italia);
- Melodihorn (Samick, Corea);
- Melodyhorn (Angel, Corea);
- Triola (Seydel, Germania Est, strumento didattico);

Altre melodiche vintage come la Pianetta (Guerrini), o la Bohema (prodotta in Cecoslovacchia) sono presentate su vari canali, ad esempio in Youtube.

## Descrizione
Lo strumento, costruito come variante a tasti dell'armonica a bocca, è composto fondamentalmente da due elementi principali: una piccola tastiera e due imboccature alternative: la prima è un bocchino che si inserisce su un lato della melodica, la seconda è un'imboccatura applicata a un tubo di plastica. Nel primo caso si suona con lo strumento in posizione verticale; il tubo invece permette la posizione orizzontale (non obbligatoria).
La tastiera è simile a quella di una fisarmonica e nei modelli più diffusi ha un'estensione di due ottave (25 tasti) o due ottave e mezzo (32 tasti).
Il suono della melodica viene prodotto con una tecnica del tutto simile a quella della fisarmonica. Lo strumento ha al suo interno delle ance libere ovvero piccole lamelle d'ottone intonate, controllate da valvole collegate ai tasti. Vibrando, le ance producono il suono.

## Repertorio  e interpreti
Il repertorio spazia dai brani didattici per l'apprendimento musicale di base a forme di origine giamaicana: il nome più celebre legato all'uso della melodica è quello del musicista reggae Augustus Pablo. In Italia si distingue Lello Analfino dei Tinturia. Da ricordare anche l'utilizzo della melodica nel brano Il futuro dei Baustelle,  che genera,  in questo caso, un'ambientazione malinconica, probabilmente ereditato dai tradizionali setting dell'armonica e della fisa.
Un altro brano nel quale viene usato questo strumento è Champagne Supernova degli Oasis.
Tra i musicisti che hanno valorizzato la melodica si possono citare:
- Augustus Pablo
- Peter Tosh
- Yann Tiersen[N 1].
- Damon Albarn (Blur, Gorillaz e The Good, the Bad and the Queen)
- Ian Curtis (Joy Division)
- Peter Hook (Joy Division e New Order)
- Rocco Tanica (Elio e le Storie Tese)
- Joe Jackson
- Donald Fagen (Steely Dan)
- Mike Patton
- Jacob Collier
- Morgan
- Martin Gore (Depeche Mode)[N 2]